# ミッドバレーメガモール
ミッドバレーメガモール (Mid Valley Megamall)は、マレーシア連邦直轄領クアラルンプールのフェデラルハイウェイ沿いに位置するショッピングセンターである。東南アジア最大級の規模を持つ。

## 概要
イオン（日本資本の総合スーパー）及びメトロジャヤ（マレーシア資本の百貨店）を核に約430の専門店が並ぶ。再開発により設置された複合商業施設の一角を成す。隣接する別の施設（ガーデンズ）には伊勢丹（日本資本の百貨店）やロビンソン（シンガポール資本の百貨店）が入る。
ホテルも備えており、シティテルミッドバレーとブールバードホテルが隣接している。

## 主要店舗
- アディダス
- イオン
- エドウイン
- キヤノン
- ギャップ
- ケンタッキーフライドチキン
- コンバース
- サムスン電子
- スウォッチ
- スターバックス
- ソニー
- タグ・ホイヤー
- タワーレコード
- ダンキンドーナツ
- ティンバーランド
- ドミノ・ピザ
- ナイキ
- ノキア
- バーガーキング
- ハーゲンダッツ
- バスキン・ロビンス
- ピザハット
- ヒューレット・パッカード
- プーマ
- マクドナルド
- 三城
- メトロジャヤ
- 吉野家
- ワトソンズ
- A Cut Above（美容院）

## 最寄り駅
- マレー鉄道KTMコミューター ラワン～スレンバン路線 ミッド・バレー駅